# ルシール (B.B.キングのアルバム)
『ルシール』(Lucille) は、ブルース・アーティストのB.B.キングの15枚目のアルバム。アルバムの題名は、キングが使用してきた一連のギブソンのギター（晩年に使用されていたのは、Gibson ES-355）の愛称からとられている。
| 専門評論家によるレビュー            | 専門評論家によるレビュー |
| レビュー・スコア                    | レビュー・スコア         |
| 出典                                | 評価                     |
| ----------------------------------- | ------------------------ |
| Allmusic                            | link                     |
| ローリング・ストーン                | (neutral)                |
| The Rolling Stone Jazz Record Guide | [ 2 ]                    |

## トラック
作者名の記載がない曲は、すべてB.B.キングの作品。
1. ルシール (Lucille) - 10:16
2. ユー・ムーヴ・ミー・ソー (You Move Me So) - 2:03
3. カントリー・ガール (Country Girl) - 4:25
4. ノー・マネー・ノー・ラック (No Money, No Luck Blues) (Ivory Joe Hunter) - 3:49
5. アイ・ニード・ユア・ラヴ (I Need Your Love" (Walter Spriggs) - 2:22
6. レイニン・オール・ザ・タイム (Rainin' All the Time) - 2:56
7. アイム・ウィズ・ユー (I'm With You) - 2:31
8. ストップ・プッティング・ザ・ハート・オン・ミー (Stop Putting the Hurt on Me) - 3:04
9. ウォッチ・ユアセルフ (Watch Yourself) (Sidney Barnes, Louis Gross, George Kerr) - 5:47

## パーソネル
- B.B.キング - ギター、ボーカル
- アーヴィング・アシュビー（英語版） - ギター
- デイヴィッド・"レザー・サックス"・アレン・ジュニア (David "Leather Sax" Allen, Jr.) - エレクトリックベース
- ロイド・グレン（英語版） - ピアノ
- ジェシー・セイルズ (Jesse Sailes) - ドラムス
- マクスウェル・デイヴィス（英語版） - バンドリーダー、オルガン
- ボビー・フォート (Bobby Forte)、ボブ・マクニーリー (Bob McNeely)、セシル・マクニーリー (Cecil McNeely) - サクソフォーン
- メル・ムーア (Mel Moore) - トランペット
- ジョン・ユーイング（英語版） - トロンボーン